# Убийцы (фильм, 2012)
«Убийцы» (кит. упр. 铜雀台, пиньинь Tóng Què Tái, палл. Тун цюэ тай, англ. The Assassins) — фильм 2012 года, режиссёр Чжао Линьшань.

## Сюжет
Фильм снят о событиях III века во время эпохи Троецарствия в Древнем Китае. Главный герой фильма — правитель царства Вэй полководец Цао Цао. На Цао Цао неоднократно покушались, но всякий раз из-за различных причин замыслы заговорщиков срывались, а самих их казнили. Повествование ведётся от имени Линцзюй — одной из наёмных убийц, которую специально подготовили, чтобы убить Цао Цао.

## В ролях
| Актёр         | Роль                 |
| ------------- | -------------------- |
| Чоу Юньфат    | полководец Цао Цао   |
| Лю Ифэй       | Линцзюй              |
| Хироси Тамаки | Му Шунь              |
| Алек Су       | император Сяосянь-ди |